# 刑部郎中
刑部郎中，刑部的属官。
- 唐五代刑部第一司刑部司的长官。唐朝武德三年（620年）改憲部郎为刑部郎中，设二人，从五品上。掌管司法、审覆大理寺、州府刑狱。龙朔二年（662年）改为司刑大夫。咸亨元年（670年），恢复刑部郎中的旧名。光宅元年（684年）改为秋官郎中。神龙元年（705年），恢复刑部郎中的旧名。天宝十一载（752年）改为憲部郎中。至德二载（757年），恢复刑部郎中的旧名。五代十国沿置。
- 宋金元明刑部的佐贰官。北宋刑部郎中为五品寄禄官，不管理刑部的事情。元丰改制後，不设刑部司，刑部郎中为刑部的佐贰官，分左右厅治事，从六品。辽朝南面官有刑部郎中。金朝、元朝不分司，从五品，协掌部务。明朝初年延续金元的制度。洪武六年（1373年）改为刑部属司的长官，刑部属司按布政使司分设。清朝顺治元年（1644年），改刑部理事官为刑部郎中，后来改为刑部属司的长官。
- 刑部各司郎中的统称。唐朝刑部刑部司、都官司、比部司、司门司四司的郎中，明清刑部十三清吏司的郎中。